# Crisálida

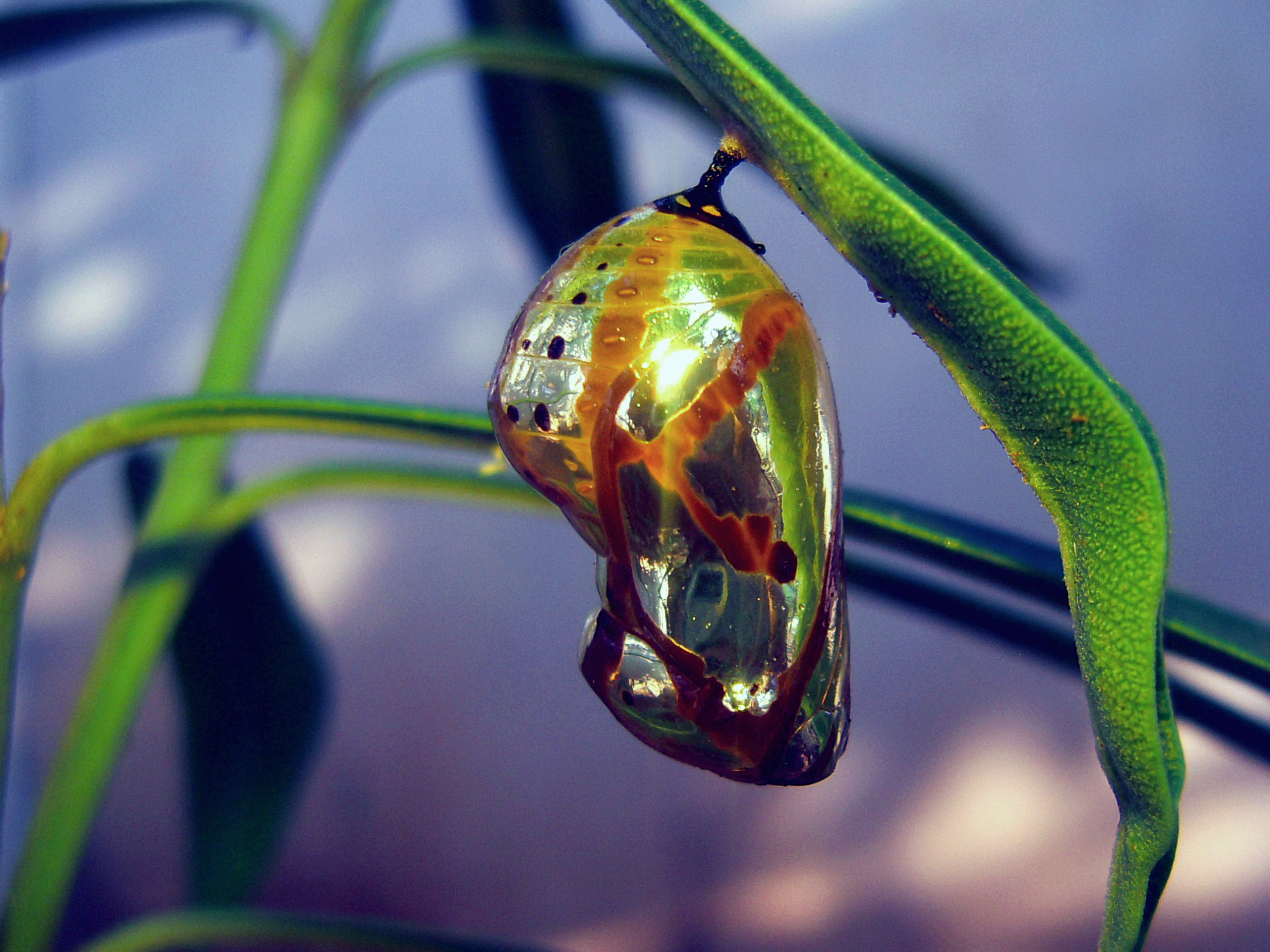
Crisálida de uma Euploea core

Uma crisálida (latim: chrysaliis, do grego χρυσαλλίς = chrysallís, plural: crisálidas),  é o estágio de pupa de insetos da ordem lepidoptera. O termo é derivado da coloração metálico-dourada encontrada nas pupas de muitas borboletas (grego: χρυσός (chrysós) significa ouro).
O estágio de crisálida em muitas borboletas é o único onde elas pouco se movem ou não o fazem. Entretanto, muitas pupas de borboletas são capazes de mover seus segmentos abdominais para produzir sons que possam afugentar potenciais predadores. Dentro das crisálidas ocorre o processo de crescimento e diferenciação sexual. As borboletas adultas emergem destas e expandem suas asas para bombear hemolinfa pelas "veias". Esta rápida e brusca mudança é chamada metamorfose (ver também: holometabolismo e hemimetabolismo).
O mesmo processo ocorre com as mariposas, mas como às vezes a crisálida contem uma espécie de seda protetora, o casulo.
Um outro termo (defasado) para crisálida é aurélia (do latim "aurum": ouro), do qual foi criado o termo aureliano, que designa quem estuda o processo de saída das borboletas das crisálidas.